# Judit de Francia

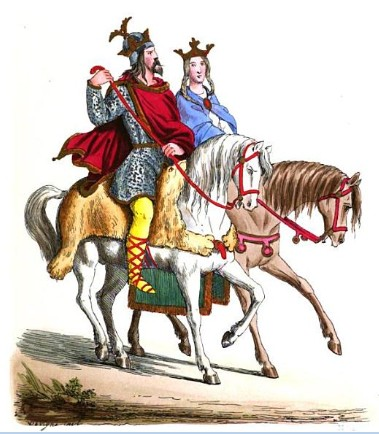
Balduino I y Judit de Francia

Judit de Francia (843 d. C.-870 d. C.) también conocida como Judit de Flandes, fue una princesa francesa, primogénita de los 9 hijos de Carlos el Calvo, rey de Francia, y de Ermentrudis de Orleans, su primera esposa. Por su matrimonio con los reyes de Wessex, primero se convirtió en reina y, posteriormente, tras casarse con el conde de Flandes, fue condesa de Flandes.

## Biografía
Su padre la obligó a casarse  con Ethelwulfo, rey de Wessex. La ceremonia tuvo lugar el 1 de octubre de 856, en la localidad francesa de Verberie-sur-Oise, tras regresar el rey de un peregrinaje a Roma que realizó junto a su hijo menor Alfredo. Ethewulfo tenía 50 años y Judit tan sólo 12.
Una vez llegada a Wessex, fue coronada reina, siendo la primera consorte real en recibir tal honor. La siguiente sería Elfrida, esposa del rey Edgar el Pacífico.
Ethelbaldo de Wessex, segundo hijo del rey Ethewulfo, obligó a su padre a abdicar, siendo coronado rey en el año 856. El 13 de enero del año 858 murió Ethelwulfo. Un mes más tarde Judit se casó con su hijastro y nuevo rey de Wessex, Ethelbaldo. 
Ella contaba con 14 años y él con 23. Sin embargo, el matrimonio es anulado poco antes de la muerte del rey Ethebaldo, a causa del parentesco que había entre ambos, pues eran madrastra e hijastro. Judit es devuelta a Francia y confinada por orden paterna en el monasterio de Senlis.
En enero de 862, se fuga con Balduino I Brazo de Hierro, conde de Flandes, de 23 años, siendo muy probable que se casasen en el mismo monasterio de Senlis antes de la huida.
La joven pareja estuvo huyendo del rey Carlos, naturalmente ofendido por la fuga de su hija, hasta el mes de octubre, cuando se pusieron bajo el amparo del primo de Judit, el rey Lotario II de Lotaringia. De allí, marcharon a Roma, solicitando la protección del Papa Nicolás I, quien logró la total reconciliación entre Balduino y Carlos el Calvo.
Judit y Balduino se casaron formalmente en la ciudad de Auxerre, el 13 de diciembre de 863. De este matrimonio nacieron 3 hijos:
- Ledgarda, condesa de Amiens
- Balduino II, conde de Flandes
- Rodolfo, conde de Cambrai

Murió en el año 870, a los 26 años de edad.

## Legado
A mediados del siglo X, Judit fue descrita por los compiladores de la genealogía de los condes de Flandes como "la más sabia y hermosa", la mujer que aportó sangre carolingia a la dinastía comital. La unción y coronación de Judit como reina de Wessex permitió restaurar el estatus de las esposas de los reyes y mejoró su posición.